# Despetal
Despetal est une commune allemande de l'arrondissement de Hildesheim, Land de Basse-Saxe.

## Géographie
Despetal se situe entre le parc naturel de Weserbergland Schaumburg-Hameln à l'ouest et le Harz à l'est, la forêt de Hildesheim au nord et les Sieben Berge au sud.
| Betheln | Gronau     | Hildesheim |
| Gronau  | Despetal   | Diekholzen |
| Rheden  | Eberholzen | Sibbesse   |

Despetal est fondée en mars 1974 par la fusion des communes de Barfelde, Eitzum et Nienstedt, devenues ses quartiers.

## Histoire
Barfelde est mentionné pour la première fois en 1013 sous le nom de "Berivilti".
Eitzum est mentionné en 1013 et 1022 sous le nom de "Eizem". Le village appartient à l'abbaye Saint-Michel de Hildesheim puis à l'abbaye de Marienrode. Une église est construite en 1282 entre Eitzum et Eberholzen dans un village abandonné en 1317.
Nienstedt est mentionné la première fois en 1174 sous le nom de "Nienstide" dans une charte signée par l'évêque Adelog. En 1210, il est mentionné sous le nom de "Nigenstede". L'évêque Conrad von Riesenberg vient souvent ici. Une église est mentionnée en 1397 par un document signé par le pape Boniface IX. L'église est abandonnée en 1770 en raison de son délabrement. Elle est reconstruite dans la seconde moitie du XIXe siècle.
En 1901, la ligne d'Elze à Bodenburg est inaugurée sous le nom de "Niedersächsische Almetalbahn". Elle passe au sud de Barfelde et au nord d'Eitzum et de Nienstedt. Elle est fermée en 1966 et démantelée.

## Source, notes et références
- (de) Cet article est partiellement ou en totalité issu de l’article de Wikipédia en allemand intitulé « Despetal » (voir la liste des auteurs).